# Stazione di Fuda
La stazione di Fuda (布田駅?, Fuda-eki) è una stazione ferroviaria situata a Chōfu, città conurbata con Tokyo, e serve la linea Keiō della Keiō Corporation.

## Linee
Keiō Corporation
● Linea Keiō

## Struttura
La stazione dispone di un marciapiede a isola con due binari passanti sottoterra.
|   | ● Linea Keiō | per Chōfu, Hashimoto, Keiō-Hachiōji e Takaosanguchi                             |
| 2 | ● Linea Keiō | per Meidaimae, Sasazuka, Shinjuku e linea Shinjuku della metropolitana di Tokyo |

## Stazioni adiacenti
| «                                 | Servizio   | »          |
| Linea Keiō                        | Linea Keiō | Linea Keiō |
| --------------------------------- | ---------- | ---------- |
| Kokuryō                           | Locale     | Chōfu      |
| Tutti gli altri treni non fermano |            |            |